# Малий Бобрик (річка)
Малий Бобрик — річка в Україні, у Сумському районі Сумської області. Права притока Бобрика (басейн Дніпра).

## Опис
Довжина річки приблизно 4,3 км.

## Розташування
Бере початок у селі Малий Бобрик. Тече на північний захід і біля Юсупівки впадає у річку Бобрик, ліву притоку Сироватки.